# Joan Collet
Joan Collet i Diví (n. Argentona, Barcelona, Cataluña, 1 de diciembre de 1961) es un empresario español con experiencia en el sector de la promoción y publicidad. Fue presidente del RCD Espanyol entre 2012 y 2016.

## RCD Espanyol
Comenzó sus andaduras por el Real Club Deportivo Espanyol cuando era un niño, siendo socio número 1628.
En 1997, se incorporó al Área Social del Consejo de Administración del club presidido por Daniel Sánchez Llibre. En 2004 fue designado como hombre fuerte en la gestión de la parcela deportiva, cuando el equipo pasaba por un momento complicado en la clasificación.
Después de una pausa de dos años, tras formarse un nuevo consejo fruto del pacto Windsor entre los accionistas mayoritarios José Manuel Lara Bosch y Daniel Sánchez Llibre, volvió al Consejo de administración. Se hizo entonces cargo del Área de Expansión y fue Portavoz. Desde el nuevo Consejo se impulsaron  múltiples acuerdos, y se organizaron actos relevantes que fomentaron la vida social y la proyección del club.
En octubre de 2009, fue nombrado Consejero Delegado de la entidad, responsabilizándose de la llegada del RCD Espanyol al nuevo Estadio Cornellà-El Prat.
El 19 de noviembre de 2012, se convirtió en el presidente del Real Club Deportivo Espanyol, sucediendo en el cargo a Ramon Condal Escudé. Su elección no estuvo exenta de polémicas al convertirse en el primer presidente de la historia del club que ostenta el cargo de manera remunerada. Este hecho produjo protestas dentro de la Junta de Accionistas.
Además de la presidencia mantiene el anterior cargo que ostenta de consejero delegado del club. Collet ha abanderado la lucha por el desigual reparto de los derechos televisivos existente en la Liga Española, y ha sido una de las voces más críticas y contundentes con el papel de la patronal del fútbol (LFP) en este ámbito. En lo referente al RCD Espanyol, continúa trabajando para que el club ocupe el lugar que por historia y tradición merece y su labor se centra en la reducción paulatina de la deuda económica del club y el impulso de la parcela deportiva y del fútbol base blanquiazul, referencia en Europa por la cantidad y la cualidad de los jugadores que se forman en la Ciudad Deportiva Dani Jarque. 
Desde octubre de 2013, también es miembro de la Junta Directiva de la Real Federación Española de Fútbol (RFEF), donde tiene como función estar al cargo de la gestión de la federación y asesorar a su presidente  en la toma de decisiones.
En noviembre de 2013, salió a la luz el libro Collet, mig segle de passió, editado por Ediciones La Grada y escrito por el periodista Manel Rodríguez, que repasa la vida del presidente blanquiazul.